# Staafkerk van Hegge
De staafkerk van Hegge ligt in het plaatsje Hegge behorende bij de gemeente Øystre Slidre in de Noorse provincie Innlandet.
De staafkerk is waarschijnlijk gebouwd in de eerste helft van de 13e eeuw. De kerk is gebouwd met acht staanders (staven). Een van de staanders heeft een afbeelding van een man met groot opgezette ogen en een tong uit zijn mond. Er wordt gespeculeerd dat het hier om Odin gaat. Hoewel men het idee aanstootgevend vindt dat Odin zijn tong uitsteekt in het huis van God, is het een gebruikelijk motief. Vergelijkbare motieven in andere kerken in Noorwegen en omstreken hebben uitstekende tongen. In de kerk is een runeninscriptie te vinden die luidt: Erling Amson schreef deze runen.
De kerk onderging restauraties in 1964, 1706, 1712, 1807 en 1923-1924. Bij de restauratie in 1807 werd de kerk vergroot. In 1844 werd de kerk wederom vergroot en werd er een nieuw koor gebouwd. In de jaren dertig werd er een klokkentoren en een galerij bijgebouwd.